# トマス・シュヴェドカウスカス
トマス・シュヴェドカウスカス（リトアニア語: Tomas Švedkauskas、1994年6月22日 - ）は、リトアニアのサッカー選手。リトアニア代表。ポジションはGK。

## クラブ歴
ASローマで選手となり、様々なクラブに期限付き移籍した。2017年夏に放出され、同年11月にFC UTAアラドに加入した。
2018年2月にFKトラカイに移籍。2019年7月にロンメルSKに移籍。
2021年10月、DFKダイナヴァ・アリートゥスに移籍。

## 代表歴
U-19代表として自国開催のUEFA U-19欧州選手権2013に参加した。
2018年6月8日に行われたイラン代表との親善試合でリトアニア代表初出場。